# Сесто Кремонезе (Кремона)
Сесто Кремонезе је насеље у Италији у округу Кремона, региону Ломбардија.
Према процени из 2011. у насељу је живело 1753 становника. Насеље се налази на надморској висини од 54 м.